# Alasaari (ö i Finland, Mellersta Finland)
Alasaari är en liten ö i norra delen av Päijänne i Finland. Den ligger i sjön Päijänne och i kommunen Jyväskylä i Oittila by i den ekonomiska regionen  Jyväskylä och landskapet Mellersta Finland, i den södra delen av landet, 200 km norr om huvudstaden Helsingfors. Öns area är 0,6 hektar och dess största längd är 120 meter i sydväst-nordöstlig riktning.